# عهد (دین)
عهد (انگلیسی: Covenant) در دین، عهد یا پیمان رسمی است که خداوند با یک جامعه مذهبی خاص یا با همه بشریت بسته‌است. این مفهوم در قلب ادیان ابراهیمی و برگرفته از عهدنامه‌های کتاب مقدس، به ویژه عهد ابراهیم است.

## کاربرد
میثاق در عام‌ترین معنا و معنای تاریخی آن، قولی جدی برای مشارکت یا خودداری از یک عمل معین است. میثاق نوعی قرارداد شرطی است. عهد گیرنده عهد می‌بندد که عملی را انجم دهد (عهد اثباتی) یا عملی را انجام ندهد (عهد سلبی).